# Zachariasz Nowoszycki
Zachariasz Nowoszycki herbu Nowina (zm. 14 marca 1641) – biskup sufragan lwowski, biskup tytularny Nicopolis ad Iaterum w 1634 roku, proboszczkapituły katedralnej lwowskiej w 1637 roku, kanonik lwowski.